# Coscinia pseudobifasciata
Coscinia pseudobifasciata là một loài bướm đêm thuộc phân họ Arctiinae, họ Erebidae.